# Peter Neagoe
Peter Neagoe (n. 7 noiembrie 1881, Odorheiu Secuiesc, Harghita, România – d. 28 octombrie 1960, Kinston⁠(d), Carolina de Nord, SUA) a fost un scriitor și pictor american, originar din Transilvania.

## Viață personală
După cursurile primare și secundare din Aciliu, Sibiu sau Blaj, merge la București, unde în 1900 se înscrie la Școala de Belle-Arte, fiind coleg cu Brâncuși. Frecventează, în paralel, și cursurile de filosofie și drept la Universitate.
În 1901 sau 1903, părăsește țara fără învoirea părinților, și după o perioadă de stat în Germania, emigrează în America și ajunge la New York în anul 1906, unde ocupă diferite slujbe și își continuă studiile artistice la Academia Națională și în cadrul Asociației Studenților de Artă. După Primul Război Mondial revine în Europa, stabilindu-se la Paris.
Întră în contact cu grupările dadaiste și suprarealiste. Îl reîntâlnește pe Brâncuși, căruia îi dedică volumul Sfântul din Montparnesse (publicat postum, 1965). În 1933 se reîntoarce în Statele Unite, publicând în următorii trei ani două romane și un volum de povestiri cu subiecte din realitatea românească transilvăneană. Invitat al Societății Scriitorilor Români, din aprilie 1937 vizitează România.
În timpul războiului lucrează la Biroul de Informații al Armatei Americane. Scrie tot mai puțin, revenind în literatură cu A Time to Keep („Timp de neuitat”), la New York, 1949.
S-a căsătorit în 1911 cu Anna Frankeul, pictoriță.
Prietenii lui erau James Joyce, Ezra Pound și Gertrude Stein. Lucrarea sa majoră a fost bine revăzută, dar editorii săi au descoperit că nu a avut prea multe recursuri publice - la moartea sa au fost găsite lucrări care conțin sute de povești scurte nepublicate. Lucrările lui Neagoe și a soției sale se află la Universitatea Syracuse din Syracuse, New York. Departamentul de limba engleză de la Syracuse a oferit un premiu competitiv de creație scrisă pentru studenții absolvenți în numele lui.

## Opera
- Storm („Vifor”), 1932, trad. în română de Profira și Teodora Sadoveanu (1939)
- Easter Sun („Soare de Paști”), 1934, trad. în română de Ionel Jianu (1940)
- There is My Heart („Drumuri cu popas”), 1935, în română de Jul. Giurgea (1938)
- Winning a Wife („Cucerirea unei soții”), 1936
- A Time to Keep („Timp de neuitat”), 1949, în română de Ioan A. Popa (1975)
- No Time for Tears („Lacrimi inutile”), 1959
- The Saint of Montparnasse („Sfântul din Montparnasse”), 1965, în română de Sever Trifu (1977)

## Aprecieri critice
- Mircea Anghelescu: „Eliberată de rigoarea construcției convergente și de tirania unor personaje puternice, dar incifrate, refractate oricărei confesiuni, cum sunt cele ale primelor sale două romane, «Timp de neuitat» este o carte fermecătoare prin coloritul exuberant al scenelor din copilăria autorului, extraordinar de vii după mai bine de jumătate de secol în memoria sa, prin intuiția justă a caracterelor, atât de diverse și de compoziție sub aparențe mereu înșelătoare pentru un străin.“[necesită citare]
- Ioan A. Popa: „Apartenența lui P. Neagoe la literatura română a Transilvaniei prezintă unele note specifice, fără îndoială un rezultat al climatului literar în care s-a format: el nu ocolește conflictele dintre personaje, oferindu-se adâncime sufletească; își prezintă eroii prin dialog viu, posedă un simț acut al determinării locului și o precizie a stilului pe care a învățat-o de la un Joyce, un Proust sau un Hemingway.“[necesită citare]